# Alfredo Ghezzi
Alfredo Ghezzi (Firenze, 24 gennaio 1895 – Firenze, 16 aprile 1972) è stato un artista italiano.

## Biografia
Figlio di Alessandro Ghezzi (1855-1920) e Anna Paolieri (1863-1902), frequenta la Scuola Tecnica Industriale Leonardo da Vinci, con indirizzo ragioneria; segue con profitto corsi di lingua francese e inglese.
Dal 1915 al 1919 è soldato di leva in fanteria; dopo un periodo al fronte viene destinato alla 61ª compagnia presidiaria di La Maddalena (Sassari). Tornato a Firenze, dal 1921 al 1929 lavora nello studio legale Frassineti-Zoli, poi nello studio dell’avvocato Adone Zoli.
Nel 1932 si sposa con Elisa Montelatici (1896-1972).

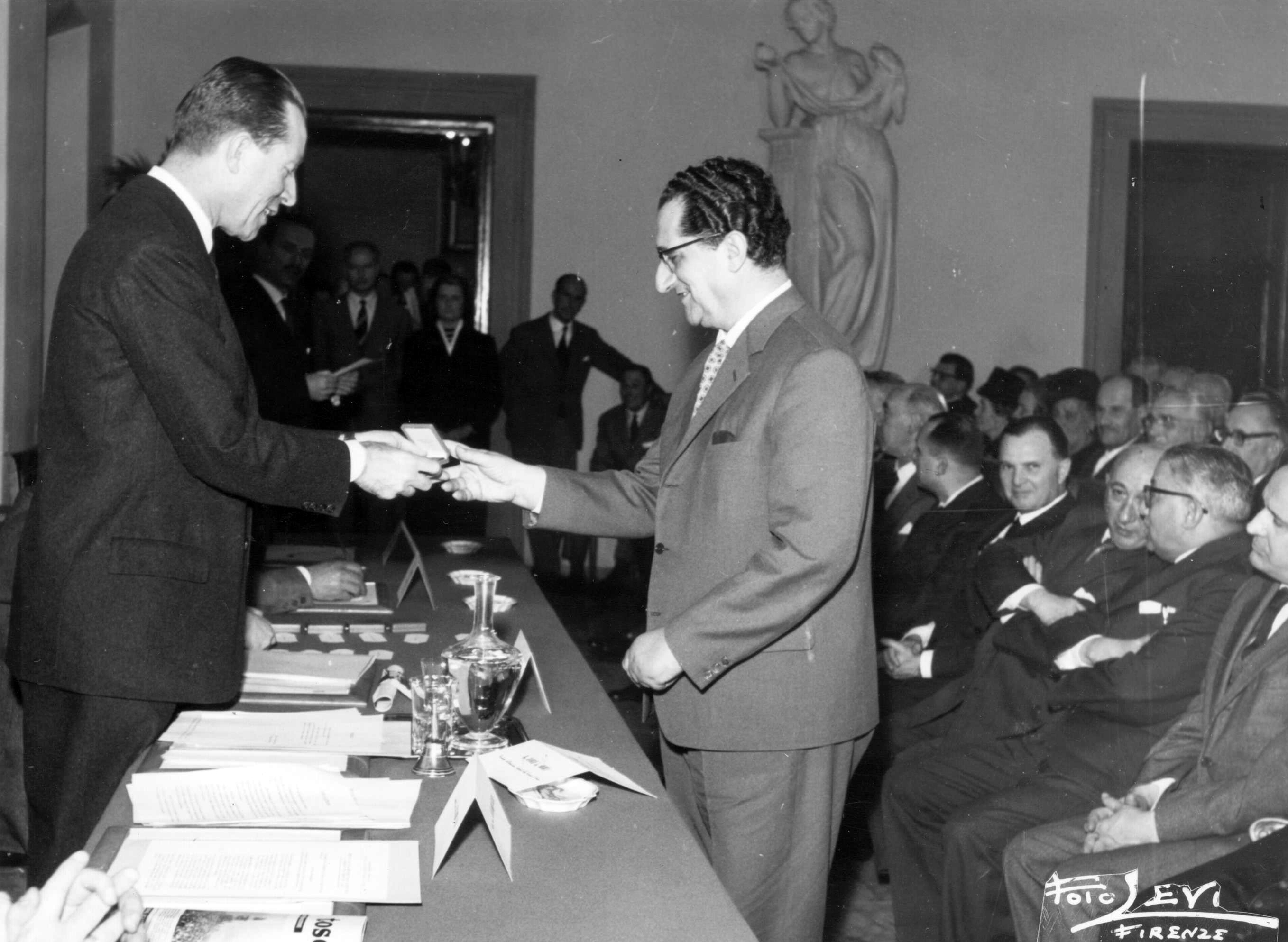
Associazione degli Industriali di Firenze: il presidente D. de Micheli premia A. Ghezzi, 9 gennaio 1961. Foto Levi, Firenze.

Nel 1929 inizia a lavorare come funzionario dell’Organizzazione Industriali (poi Unione Industriale Fascista della Provincia di Firenze; poi Associazione degli Industriali della Provincia di Firenze, oggi Confindustria Firenze).  Nell’Associazione si occupa dell’ufficio del lavoro (oggi ufficio sindacale); diventa dirigente e quindi, nel 1957, vicedirettore.
Cura la parte economica e organizzativa di varie categorie industriali, in particolare il settore metalmeccanico e quello produttivo del vino (Centro di Studio e tutela fra esportatori di vini toscani-Es.Vi.To; nel 1961 Ente Bottiglia Tipica Toscana, di cui è segretario fino al 1972); promuove la DOCG del Chianti Classico.
È anche segretario generale Agis (Associazione Italiana dello Spettacolo) per vari anni. Insignito nel 1961 della medaglia d’oro della Presidenza per l’attività a favore dell’Associazione Industriali di Firenze, nel 1962 viene pensionato per raggiunti limiti di età.
Muore a Firenze il 16 aprile 1972.

## Opera grafica e pittorica
Collateralmente all'attività di funzionario, Ghezzi sviluppa fin dalla prima giovinezza una notevole attitudine all'espressione artistica di tipo grafico e pittorico; è inoltre un ottimo fotografo.

Oltre che in varie collezioni private toscane, le opere di A. Ghezzi sono anche conservate dalle seguenti istituzioni:
Gabinetto dei Disegni e delle Stampe della Galleria degli Uffizi (Firenze): conserva un nucleo di 60 opere di grafica e un autoritratto a matita su carta (invv. 118592-118861), datati tra 1918 e 1970 (acquisizione 1999).

Confindustria Firenze: conserva nella sede di Palazzo Gualfonda, via Valfonda 9, 12 acquerelli di grande formato della serie dedicata a Via S. Leonardo (acquisizione 1974). Uno di essi è pubblicato in copertina dell’opera di Roberto Ridolfi, Poesia in prosa, ed. Le Lettere, 2002, II.
Tra le collezioni private si veda:
Collezione Gianfranco Pancani di opere formato 10x15: comprende tre opere (Darsena a Viareggio, 1959; Al tabernacolo, 1959; Paesaggio con strada e figura, s.d.).

## Mostre
In vita, A.Ghezzi partecipò a varie mostre a livello locale, tra le quali sono documentate:
1965 - Premio Pittura S. Donnino – “opera meritoria di segnalazione”; 1967 - premio di pittura e scultura “Mino da Fiesole”; 1967 - GADA - Cardo d’argento, Borselli – 5º premio; 1968 - GADA Firenze - Mostra sociale arti figurative; 1968 GADA - Cardo d’argento, Borselli.

Dal 4 al 16 maggio 1974 si tenne una Retrospettiva dell’opera artistica di A. Ghezzi presso la Saletta Gonnelli, via Ricasoli, Firenze. In questa occasione vennero esposte 102 opere incorniciate, oltre a dei grandi raccoglitori su cavalletti, contenenti schizzi, disegni, acquerelli. Delle 102 opere, 73 vennero vendute o donate.

## L'archivio
L'Archivio privato Alfredo Ghezzi, conservato dall'Istituto Storico Toscano della Resistenza (Firenze), è composto da numerose fotografie, private ma anche “di lavoro”, scattate da AG e preparatorie per i lavori grafici; documenti della famiglia; documenti relativi alla vita e alle attività di A.G. Si segnala in particolare la corrispondenza con la famiglia negli anni 1915-1919, inviata dal fronte e da vari presidii in Italia: tra questi notevole il nucleo di cartoline illustrate che descrivono La Maddalena e Caprera.
L'Istituto Storico Toscano della Resistenza (Firenze) conserva anche una raccolta di quotidiani e di documenti relativi alla II guerra mondiale, realizzata da A. Ghezzi nel 1943-1944 durante il passaggio della guerra a Firenze.
Un nucleo consistente di opere: due album con 81 disegni e acquerelli; un numero imprecisato (± 200) di fogli di carta di vario tipo, con schizzi e acquerelli; 6 opere o riproduzioni donate ad A. Ghezzi da altri artisti (B. M. Bacci, M. Bartolini, A. Tassi, N. Tirinnanzi) è conservato dagli eredi; 63 opere in cornice, per la maggior parte olii, tempere ed acquerelli, dei quali 29 esposti alla mostra Gonnelli del 1974.